# Black rose (uva)
La black rose es una uva de mesa tinta estadounidense. Es una rara uva de mesa desarrollada en 1941. Es el resultado del cruce (damas rose x black monukka) x ribier (alfonso lavallée), todas ellas variedades de vitis vinifera. Se trata de una vid híbrida creada en 1941 por Harold Olmo.
En España hay algunos cultivos en Andalucía.

## Viticultura
Produce racimos grandes de forma cónica. Las uvas son grandes, ovoides y de color azul oscuro. Brota la segunda semana de marzo y la recogida se produce la última semana de agosto. La vid es vigorosa y tiene una productividad alta.